# Jednego na drogę
Jednego na drogę (oryg. One for the Road) - jednoaktowa sztuka teatralna autorstwa laureata Nagrody Nobla, Harolda Pintera napisana i wydana w 1984 nakładem wydawnictwa Meuthen.

## Postacie dramatu
- Nickolas - mężczyzna czterdziestopięcioletni
- Victor - mężczyzna trzydziestoletni
- Gila - kobieta trzydziestoletnia
- Nicky - chłopiec siedmioletni

## Opis fabuły
Akcja dramatu rozgrywa się w pokoju Nickolasa, gdzie kolejno przesłuchiwani są członkowie pewnej rodziny. Z rozmowy pomiędzy Nickolasem, a nimi wynika, że zostali aresztowani przez policję lub wojsko za działalność antyrządową. Nickolas pełni funkcję szefa oddziału, który wtargnął do mieszkania Victora i Gili. Podczas rozmowy stara się ich upokorzyć. W więzieniu doznali przemocy fizycznej. Gila była gwałcona. Victor ostatecznie zostaje wypuszczony, jednak przed wyjściem dowiaduje się o śmierci swojego syna. Nie jest także pewny o los swojej żony. Tytuł dramatu wziął się od zdania, jakie Nickolas najczęściej wypowiada do więźniów, sięgając po alkohol. "Jednego na drogę" ukazuje łamanie praw człowieka w państwach totalitarnych. Według Antoni Fraser Pinter zainspirował się czytając w 1983 książkę Jacobo Timermana, pod tytułem "Więzień bez imienia, cela bez numeru", która opowiadała o dyktaturze wojskowej w Argentynie. 

## Inscenizacje
Premiera dramatu miała miejsce 13 marca tego samego roku w londyńskim Lyric Theatre w Hammersmith. Główne role zagrali wówczas Alan Bates, Roger Lloyd-Pack oraz Jenny Quayle. Przedstawienie reżyserował sam Harold Pinter. Miesiąc później na Manhattanie Alan Schneider wyreżyserował drugi spektakl, gdzie Nickolasa zagrał Kevin Conway. W spektaklu wystawianym w Dublinie w Gate Theatre podczas "Lincoln Center Harold Pinter Festival", Harold Pinter wcielił się w postać Nickolasa. W Polsce "Jednego na drogę" wystawiano między innymi 28 stycznia 2006 w Teatrze imienia Stefana Żeromskiego w Kielacach w reżyserii Piotra Szczerskiego. W rolach głównych wystąpili Maciej Brykczyński, Violetta Arlak, Piotr Szczerski i Filip Mordal.